# Płoty (film)
Płoty (ang. Fences) – amerykański dramat obyczajowy w reżyserii Denzela Washingtona. Był nominowany do Oscara w czterech kategoriach (w tym za najlepszy film), zdobył jedną statuetkę.

## Fabuła
Akcja toczy się w latach 50. XX wieku. Afroamerykański śmieciarz,  Troy Maxson (Denzel Washington), stara się utrzymać rodzinę i pokonać uprzedzenia rasowe, a także pogodzić się z wydarzeniami ze swojego życia.

## Obsada
- Denzel Washington jako Troy Maxson, afroamerykański śmieciarz
- Viola Davis jako Rose Maxson, żona Troya.
- Stephen Handerson jako Jim Bono, biały przyjaciel i sąsiad Maxonów
- Russell Hornsby jako Lyons Maxson, syn Troya z wcześniejszego związku
- Mykelti Williamson jako Gabriel, przyjaciel Troya z dzieciństwa. Choruje na chorobę psychiczną.
- Jovan Adepo jako Cory, drugi syn Troya i Rose.
- Christopher Mele jako zastępca komisarza
- Saniyya Sidney jako Raynell, córka Troya i jego kobiety Alberty

## Nagrody i nominacje
Wybrane nagrody i nominacje na podstawie IMDb.
89. ceremonia wręczenia Oscarów
- wygrana: Najlepsza aktorka drugoplanowa − Viola Davis
- nominacja: Najlepszy film − Denzel Washington, Todd Black, Scott Rudin, Aaron L. Gilbert
- nominacja: Najlepszy scenariusz adaptowany − August Wilson
- nominacja: Najlepszy aktor − Denzel Washington

74. ceremonia wręczenia Złotych Globów
- wygrana: najlepsza aktorka drugoplanowa − Viola Davis
- nominacja: najlepszy aktor w dramacie − Denzel Washington

70. ceremonia wręczenia nagród Brytyjskiej Akademii Filmowej
- wygrana: najlepsza aktorka drugoplanowa − Viola Davis